# Oplodontha minuta
Oplodontha minuta är en tvåvingeart som först beskrevs av Fabricius 1794.  Oplodontha minuta ingår i släktet Oplodontha och familjen vapenflugor. Inga underarter finns listade i Catalogue of Life.